# ギンレイカ
ギンレイカ（銀鈴花、学名：Lysimachia acroadenia）は、サクラソウ科オカトラノオ属の多年草。別名、ミヤマタゴボウ（深山田牛蒡）。

## 特徴
茎は四角形で稜があり、直立し、上部で分枝して高さは30-70cmになる。茎や葉の裏面には一面に紫褐色の細点がある。葉は互生し、質は軟らかく、葉身は広披針形または狭卵形で、長さ5-10cm、幅1-3cm、先端は鋭くとがり、基部はしだいに狭まり、翼のある葉柄につづく。葉柄は長さ1-2cmになる。
花期は6-7月。枝先に総状花序をつけ、10-30個の小さな花をまばらにつける。花序軸から出る花柄の基部に糸状線形の苞があり、長さは花時の花柄の半分となる。花柄は広く開出し、花期に長さ3-6mmでやや下向きであるが、果期には長さ10-15mmに伸長して斜め上に向く。花冠は赤みをおびた白色で5裂し、開花時にもあまり開かず、花冠裂片は狭長楕円形で長さ5-6mm、先端は円く基部は狭くなる。萼は深く5裂し、裂片は狭披針形になり先端は鋭くとがり、長さは花冠より短い。雄蕊は5個あり、花冠と同じ長さかやや長い。花柱は1個あり、直立して雄蕊よりわずかに短い。果実は蒴果で径5mmの球形となり、熟すと先が5裂し、小さな種子を出す。
茎の上部や花序軸、花柄には粒状の腺毛が散生し、学名（種小名）acroadenia 「先端に腺のある」の由来となる。

## 分布と生育環境
日本では、本州、四国、九州に分布し、山地の湿り気の多い日陰に生育する。国外では、韓国の済州島に分布する。

## 名前の由来
和名ギンレイカは「銀鈴花」の意、また別名のミヤマタゴボウは「深山田牛蒡」の意。ミヤマタゴボウの名前は、1856年（安政3年）に出版された飯沼慾斎の『草木図説』に出てくる。牧野富太郎 (1940) は、『牧野日本植物圖鑑』（初版）において、「和名ハ銀鈴花乎、又深山田牛蒡乎、而シテ此名共ニ能ク其眞ヲ顕ハサザルニハ非ザル乎ヲ想フ」と述べ、両方の名前ともこの植物の名前を表すにはふさわしいとは思わない、としている。
種小名（種形容語）acroadenia は、「先端に腺のある」の意味。

## ギャラリー

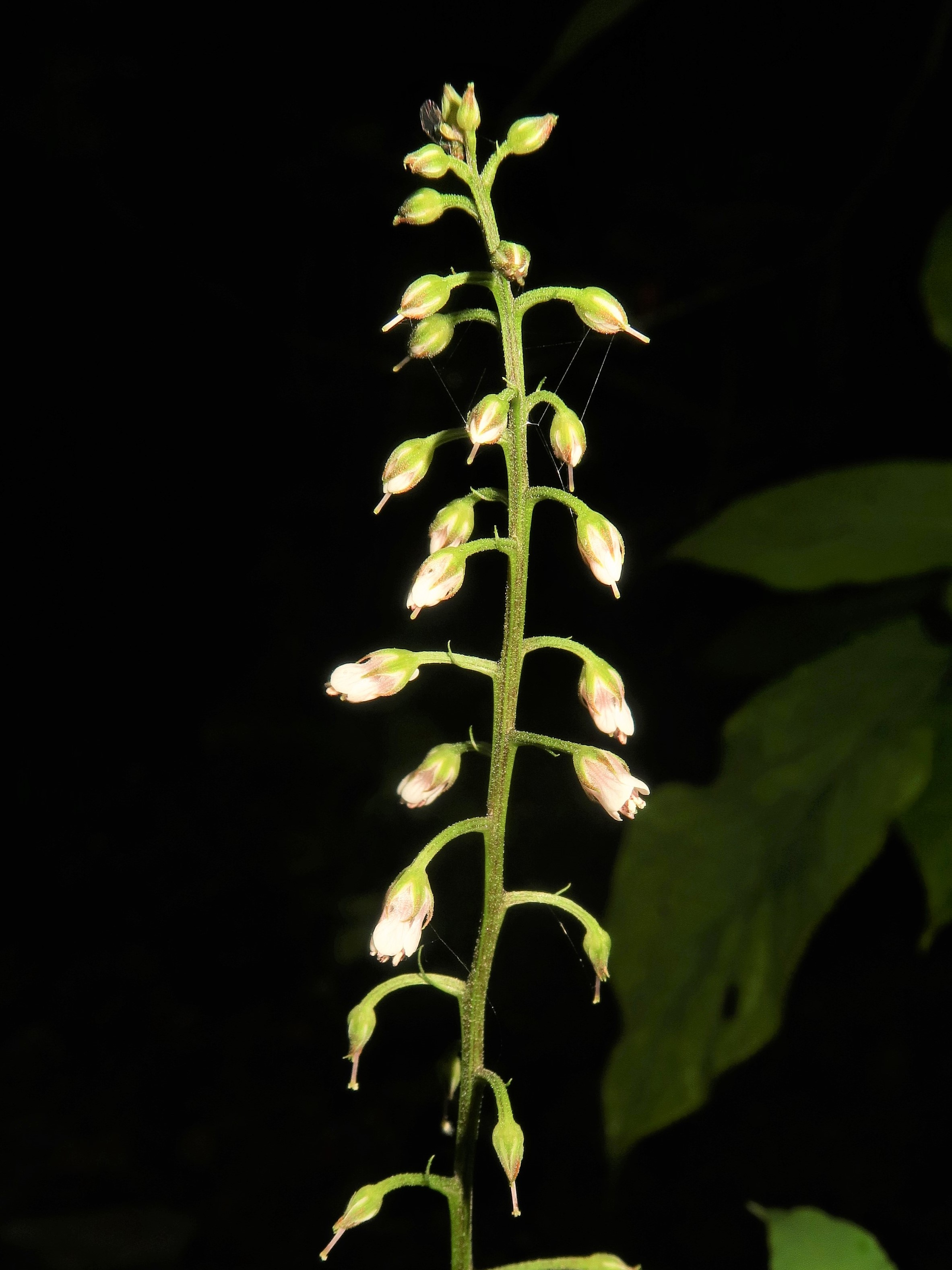
枝先に総状花序をつけ、小さな花をまばらにつける。花柄の基部に糸状線形の苞がある。花柄は広く開出し、花期にやや下向きになる。
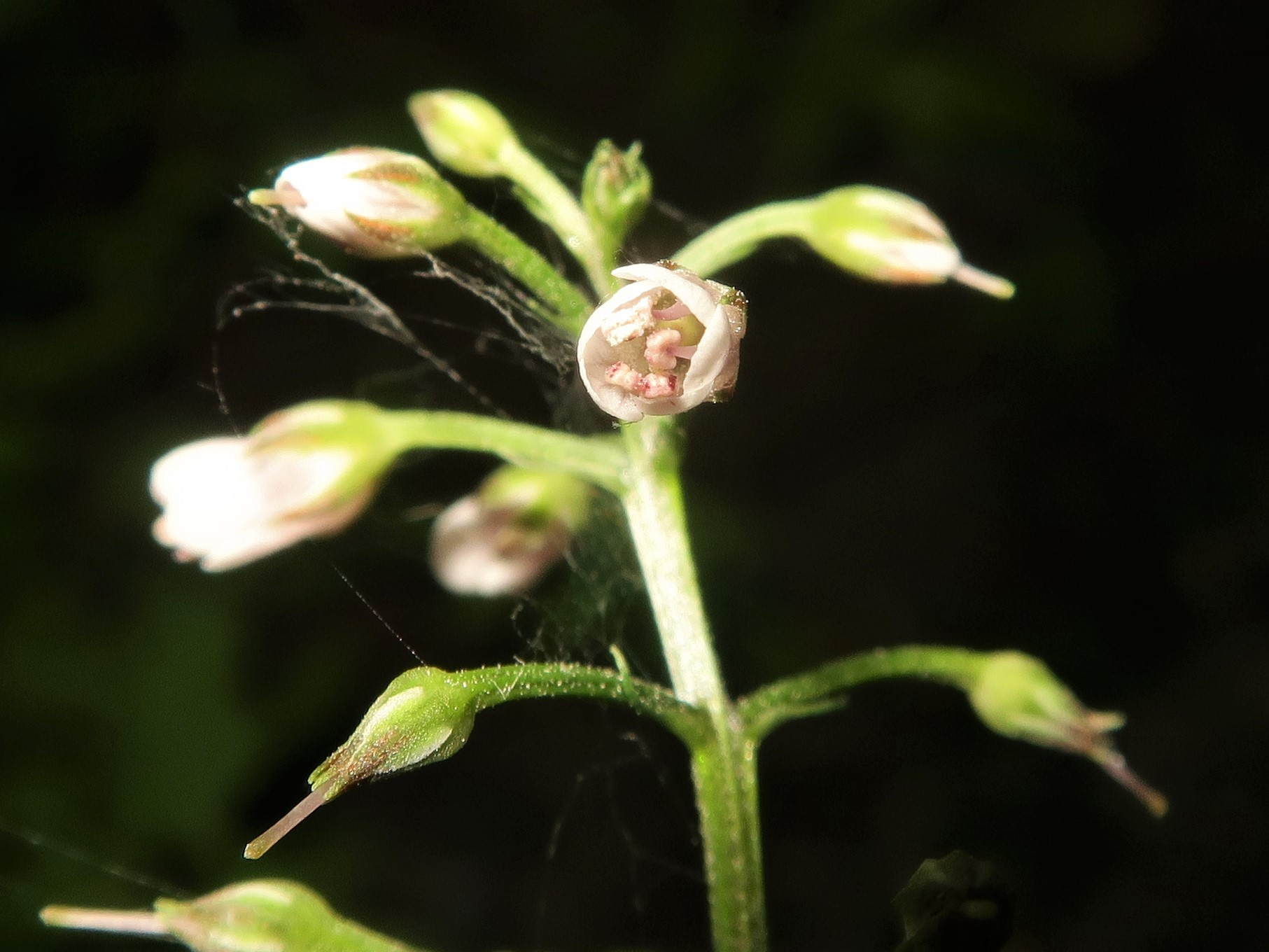
花冠は赤みをおびた白色で5裂し、開花時にもあまり開かない。雄蕊は花冠と同じ長さかやや長い。
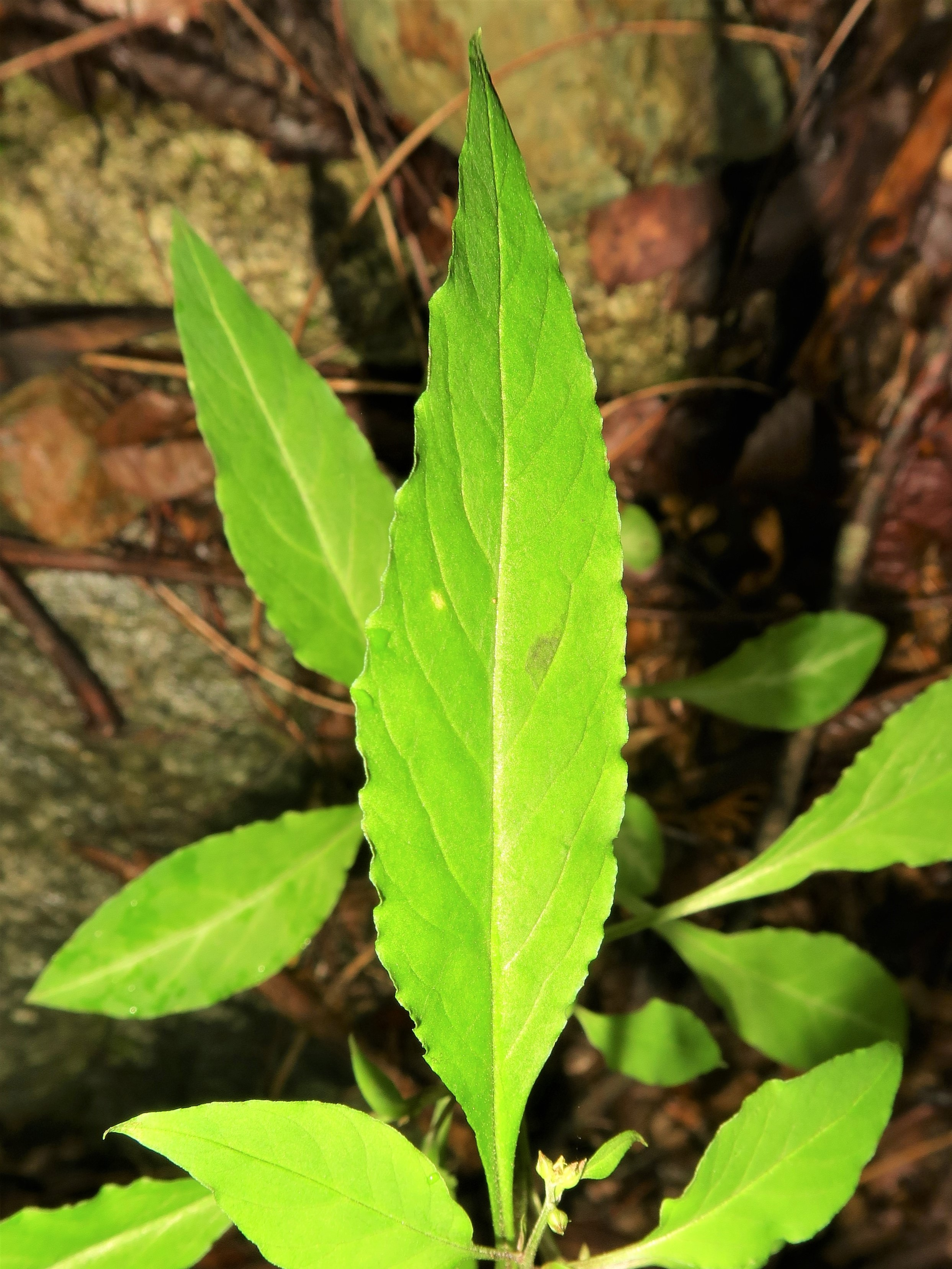
葉の表面。葉身は広披針形または狭卵形で、先端は鋭くとがり、基部はしだいに狭まり、翼のある葉柄につづく。
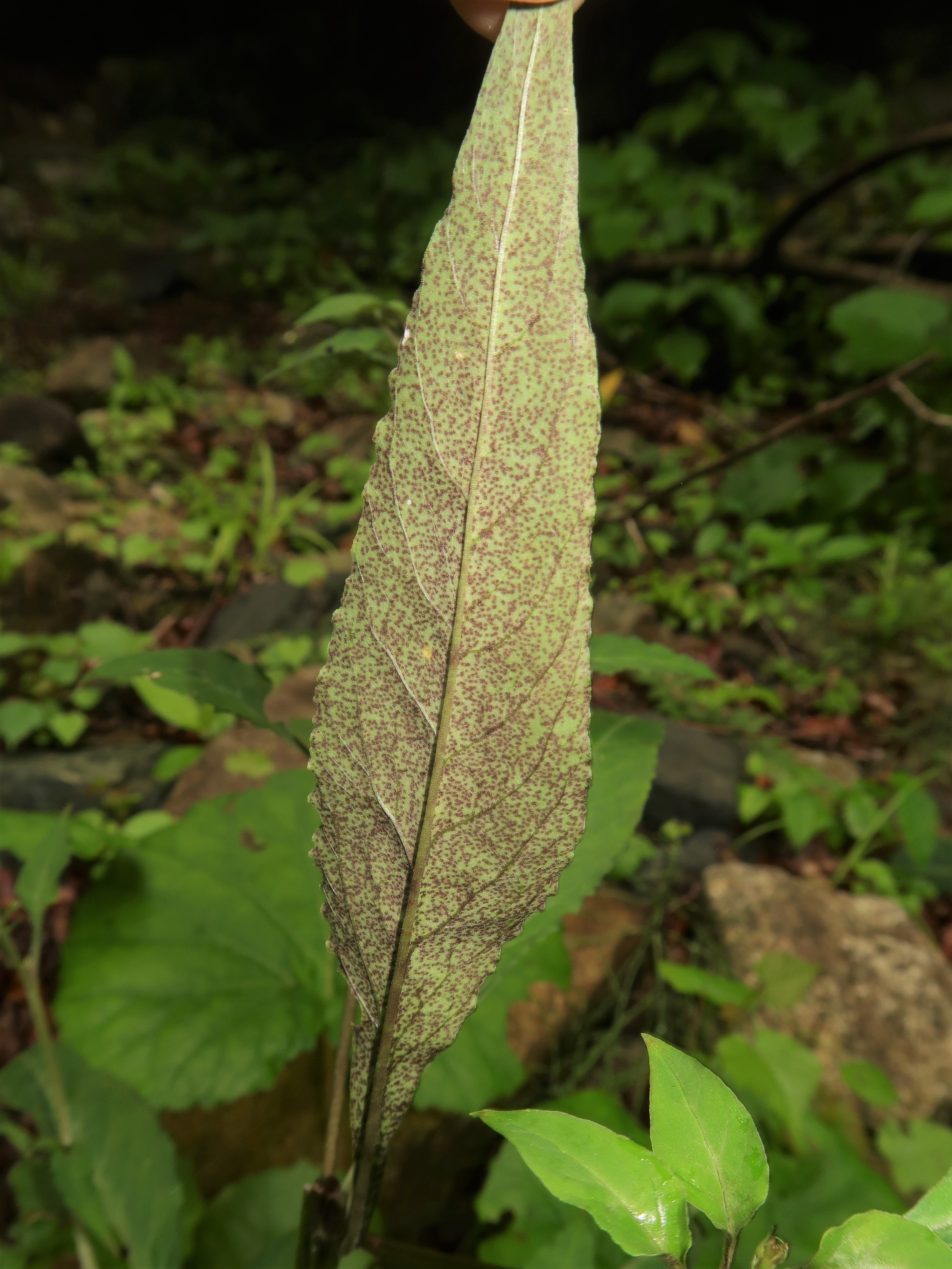
葉の裏面。一面に紫褐色の細点がある。
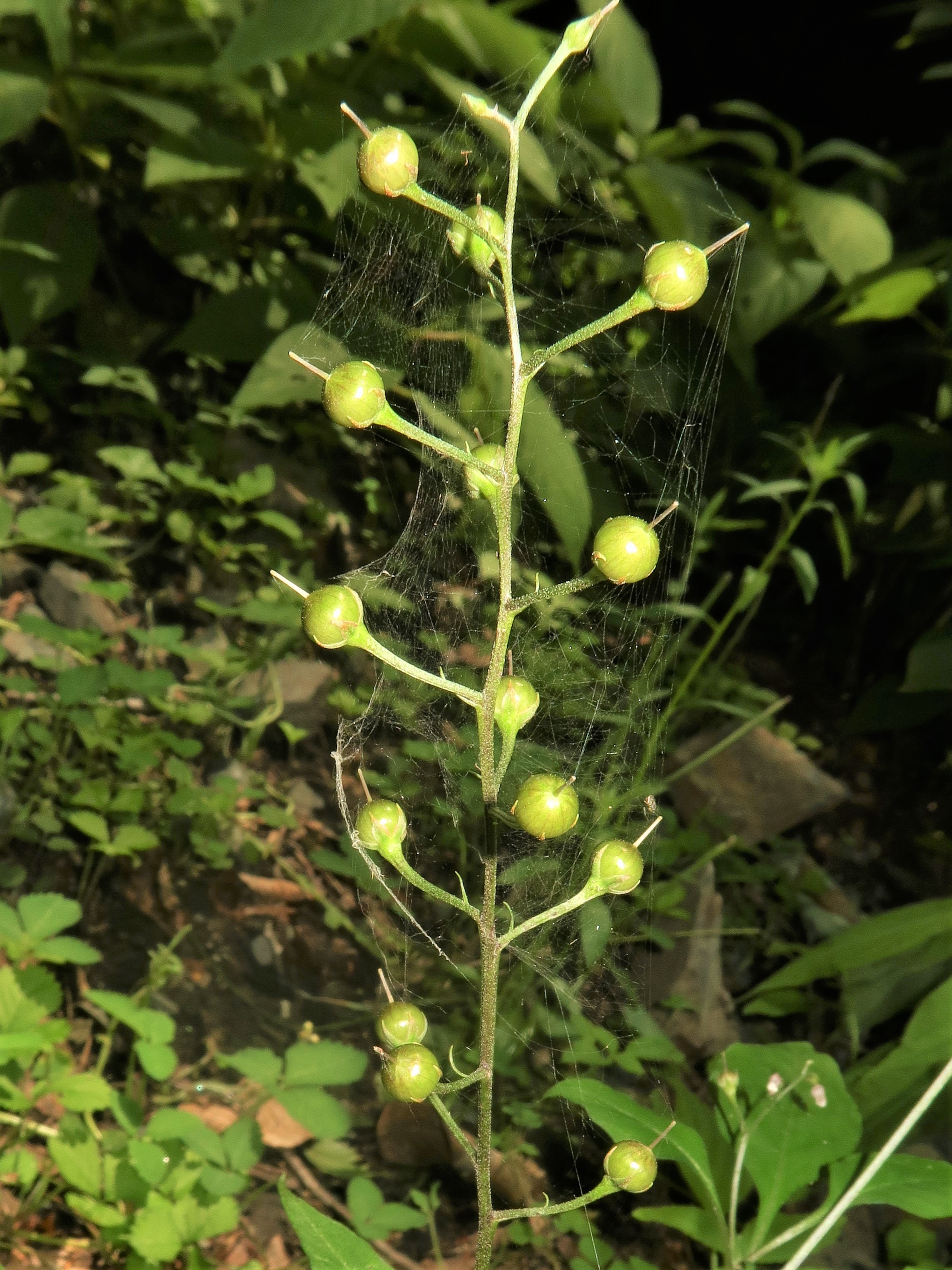
果実は蒴果で径5mmの球形となり、果柄は斜め上に向く。
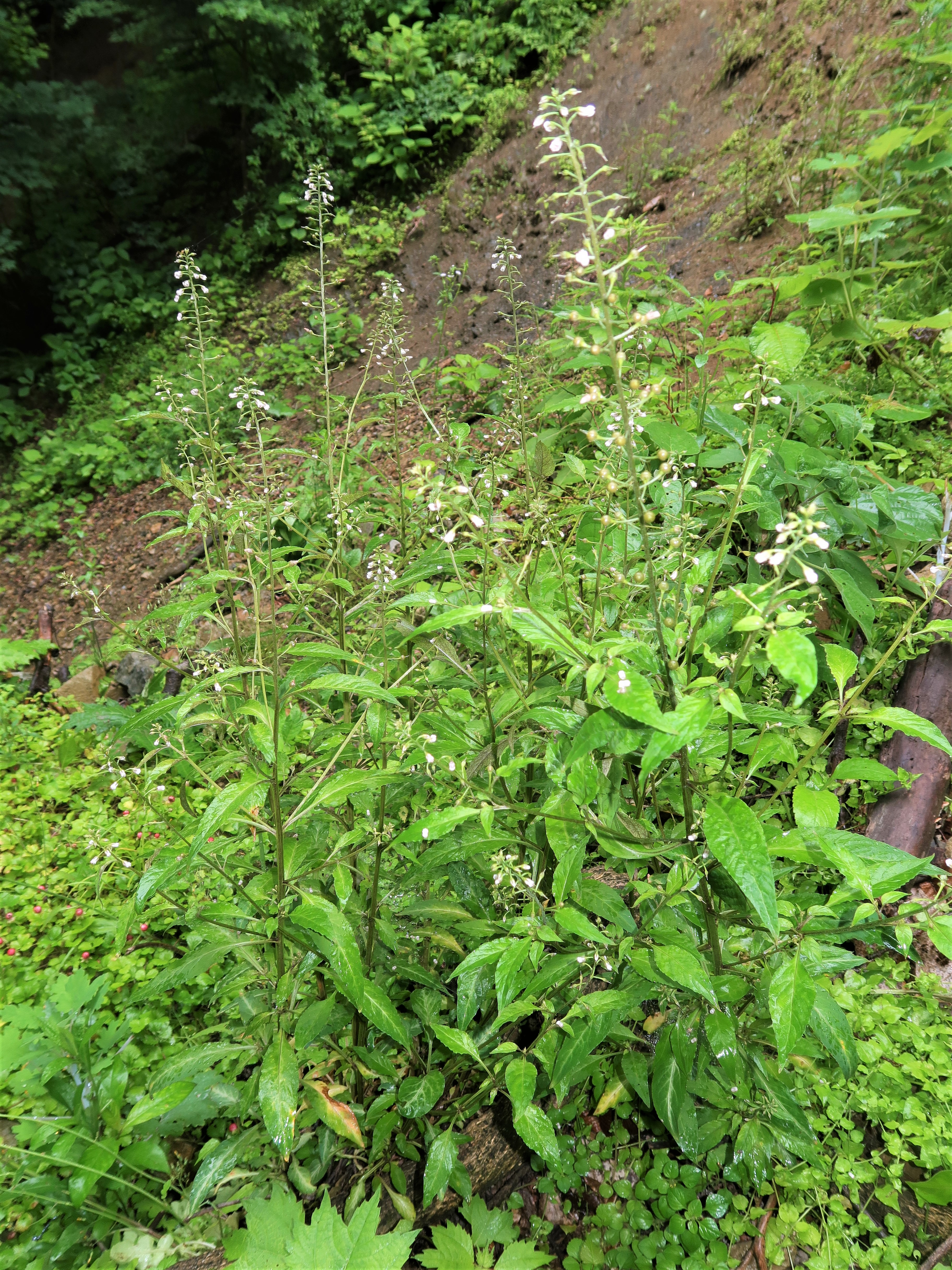
水が集まるやや湿った場所に群生しているようす。

## 類似種
シマギンレイカ（島銀鈴花）Lysimachia decurrens G.Forst. - 本種ギンレイカに似るが、ギンレイカより花がやや小さく、雄蕊は花冠より長く花冠の外に長く突き出てる点で異なる。また、花柄はほとんど無毛。果時の花柄、つまり果柄はやや下向きになる。屋久島・種子島から琉球諸島、中国大陸（南部）、台湾、東南アジアに広く分布する。